# Норрстрём
Норрстрём (швед. Norrström; дословно: «Северная протока») — протока в Стокгольме, Швеция, соединяющая озеро Меларен с Сальтшёном, представляющим собой залив Балтийского моря. Норрстрём проходит практически по центру Стокгольма к севера от Старого города. Это один из двух естественных водных путей между Мелареном и Балтийским морем, второй — Сёдерстрём («Южная протока»), к югу от Старого города.
В протоке Норрстрём расположены два острова — Хельгеандсхольмен, на котором расположено здание Риксдага (парламента) Швеции и Стрёмсборг, на котором расположено единственно здание, которое служит штаб-квартирой одной из правозащитных организаций. Через Норрстрём переброшено несколько мостов.
Расход воды в Норрстрёме — 160 м³/с.
Поскольку уровень воды в Меларене обычно выше, чем в Балтийском море, вода в протоке обычно течет с запада на восток. Норрстрём не подходит для прохода крупных судов, во многом из-за низких мостов. Не очень подходит он и для лодок — из-за того, что течение бывает довольно бурным. Несмотря на близость к шведской столице, в Норрстрёме до сих пор водится достаточно много рыбы, включая морскую форель.